# Abesszin szarvasvarjú
Az abesszin szarvasvarjú (Bucorvus abyssinicus) a szarvascsőrűmadár-alakúak (Bucerotiformes) rendjébe és a szarvasvarjúfélék (Bucorvidae) családjába tartozó faj.

## Rendszerezése
A fajt Pieter Boddaert holland ornitológus írta le 1783-ban, a Buceros nembe Buceros abyssinicus néven.

## Előfordulása
Afrika középső részén, Benin, Burkina Faso, Dél-Szudán,  Kamerun, Közép-afrikai Köztársaság, Csád, Kongói Demokratikus Köztársaság, Elefántcsontpart, Eritrea, Etiópia, Gambia, Ghána, Guinea, Bissau-Guinea, Kenya, Mali, Mauritánia, Niger, Nigéria, Szenegál, Sierra Leone, Szomália, Szudán, Togo és Uganda területén honos.
Természetes élőhelyei a szubtrópusi és trópusi lombhullató erdők, füves puszták, szavannák és cserjések, sziklás környezetben. Állandó nem vonuló faj.

## Megjelenése
Nagytestű madár, testhossza 90-130 centiméter között mozog, míg testtömege körülbelül 3000-4000 gramm.  A nemek alapvetően egyformák, bár a némileg kisebb termetű tojók torokzacskója kék, míg a hímeké vörös. A felső csőrkáva hajlata által képzett hiátus a hímek esetében feltűnőbb.
A kifejlett madár csőre és tollazata – a csak repüléskor látszó fehér evezőtollak kivételével – fekete, lábai hosszúak, csupaszak és szürkék. A szem körül és a torokrészen a bőr csupasz és rikítóvörös, a toroklebeny a pulykáéhoz hasonlóan felfújható, rezonátorként funkcionál, illetve a hőleadást segíti. Hosszú szempillái megvédik a szemét a homoktól.
A fiatal egyedek tollazata barnás, arcbőrük szürkés.
|  |  |

## Életmódja
Rendkívül aktív madarak, folyamatosan mozgásban vannak. A szarvasvarjú nappal aktív, az éjszakát a fák koronájában tölti.
Alapvetően társas madár, gyakran láthatóak közösen vadászó, 2-12 példányt számláló csapatai. A nagyobb zsákmányt több madár ejti el, és együtt is fogyasztják el. A csapatok akár 100 km²-t is elérő territóriumot tartanak fenn, amelyről repülve űzik el a betolakodókat. Hajnaltájt hangos kiáltásokkal figyelmeztetik fajtársaikat birtokuk elkerülésére.
A csapatokban mindössze egy költőpár van, hozzájuk segítők verődnek. Ezek zömmel kifejlett hímek, illetve ivar éretlen fiatalok mindkét nemből. A felnövekvő egyedek közül inkább a tojók szokták elhagyni csapatukat, hogy egy másikhoz verődjenek, vagy egy ideig egyedül boldoguljanak.

## Táplálkozása
Ragadozó faj, amely életét leginkább a talajon tölti, itt kutat zsákmány után. Kimért léptekkel, szinte lábujjhegyen halad előre, miközben az aljnövényzetet fürkészi táplálék után kutatva. 
Tápláléka kisebb gerincesekből és gerinctelenekből áll. Például teknősök, gyíkok, pókok, rovarok és hernyók. Olykor gyümölcsöket, magvakat és dögöt is eszik.

## Szaporodása
A faj rövid udvarlást követően rakja le tojásait. A fészket a költőpár és a segítők közösen építik fel fűszálakból és falevelekből természetes mélyedésekbe, faüregekbe, sziklákra. A tojó általában két tojást rak, de csak egy fiókát nevel fel. Az első utód kikelése 3-5 nappal előzi meg testvéréét, aki négyszer nagyobb vetélytársával szemben alulmarad a táplálékért folytatott versengésben, és már az első héten elpusztul.
Az egész csapat részt vesz a fióka felnevelésében. Ez kikelésekor csupasz és rózsaszín, csak háromnapos korára feketedik meg. A kirepülésre kb. 86 nap folyamatos etetés után kerül sor, de a fiatal egyed még mintegy egy évig csapatával marad. Az abesszin szarvasvarjú fogságban akár 35-40 évig is élhet.

## Természetvédelmi helyzete
Az elterjedési területe rendkívül nagy, egyedszáma viszont csökken. A Természetvédelmi Világszövetség Vörös listáján sebezhető fajként szerepel.
Összehangolt tenyésztéssel próbálják meg megmenteni a fajt. Európában az Európai Állatkertek és Akváriumok Szövetsége felügyelete alá tartozó Európai Veszélyeztetett Fajok Programja (EEP) keretében tenyésztik a faj egyedeit.
Nem tartozik a leggyakrabban tartott madárfajok közé, hazánkban csak egy állatkertben, a debreceni Nagyerdei Kultúrparkban tartják.

## Galéria

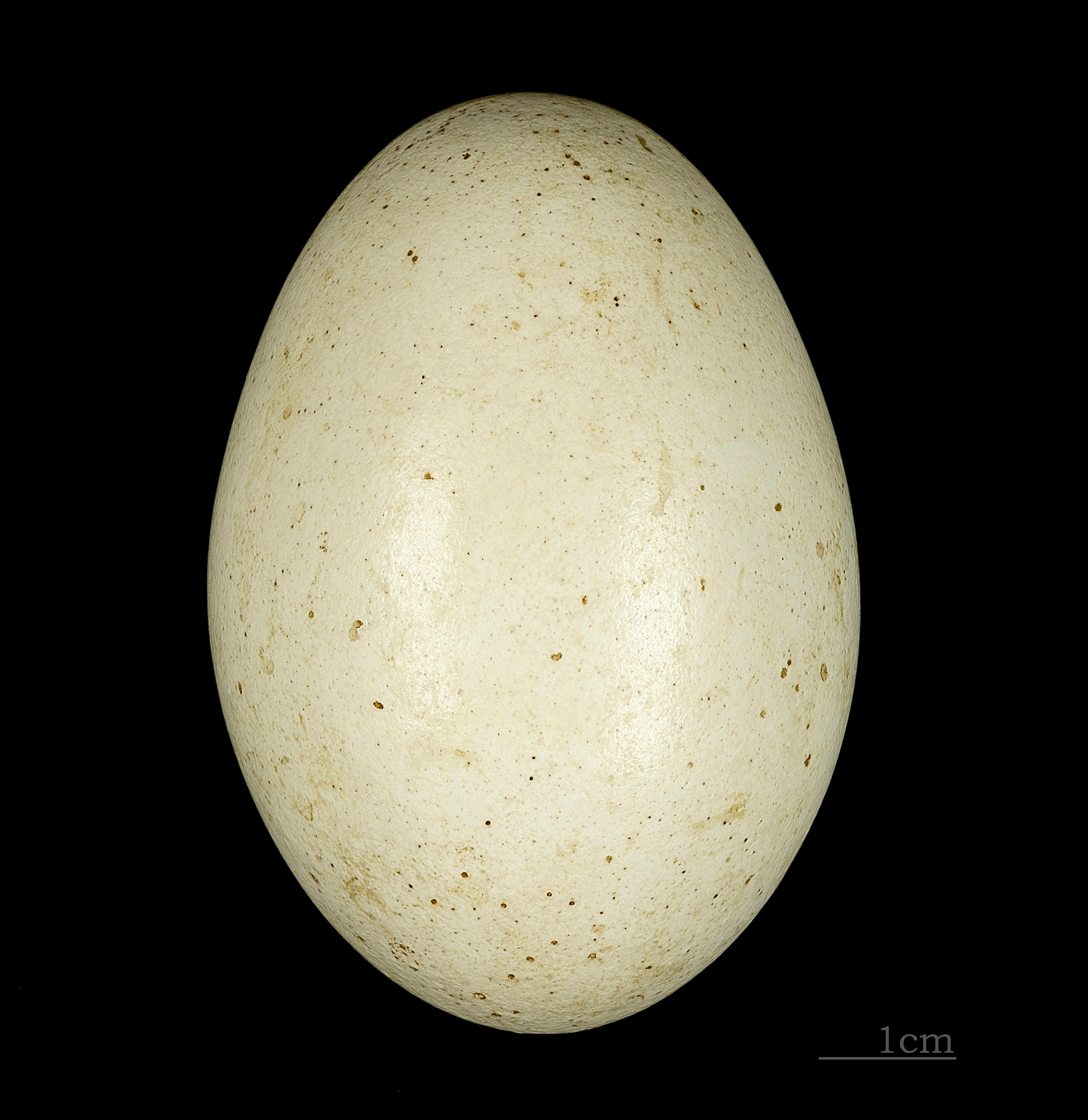
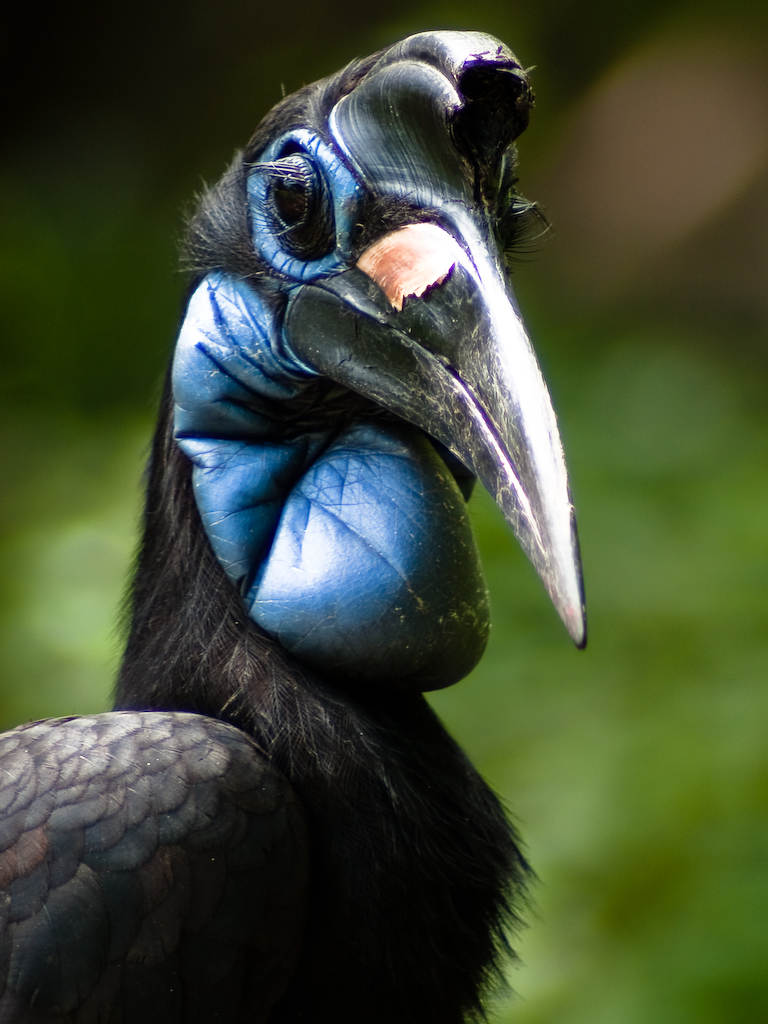
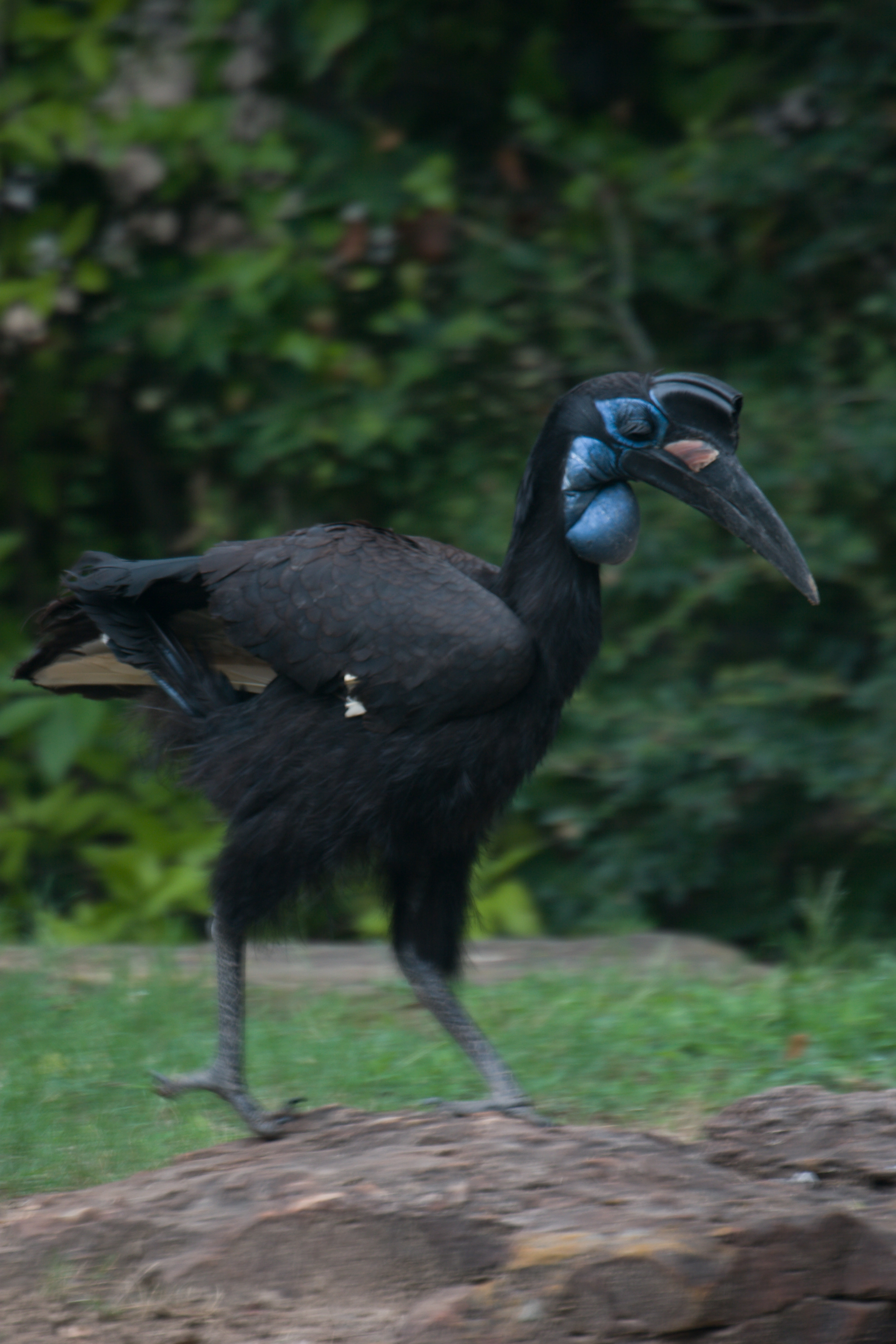
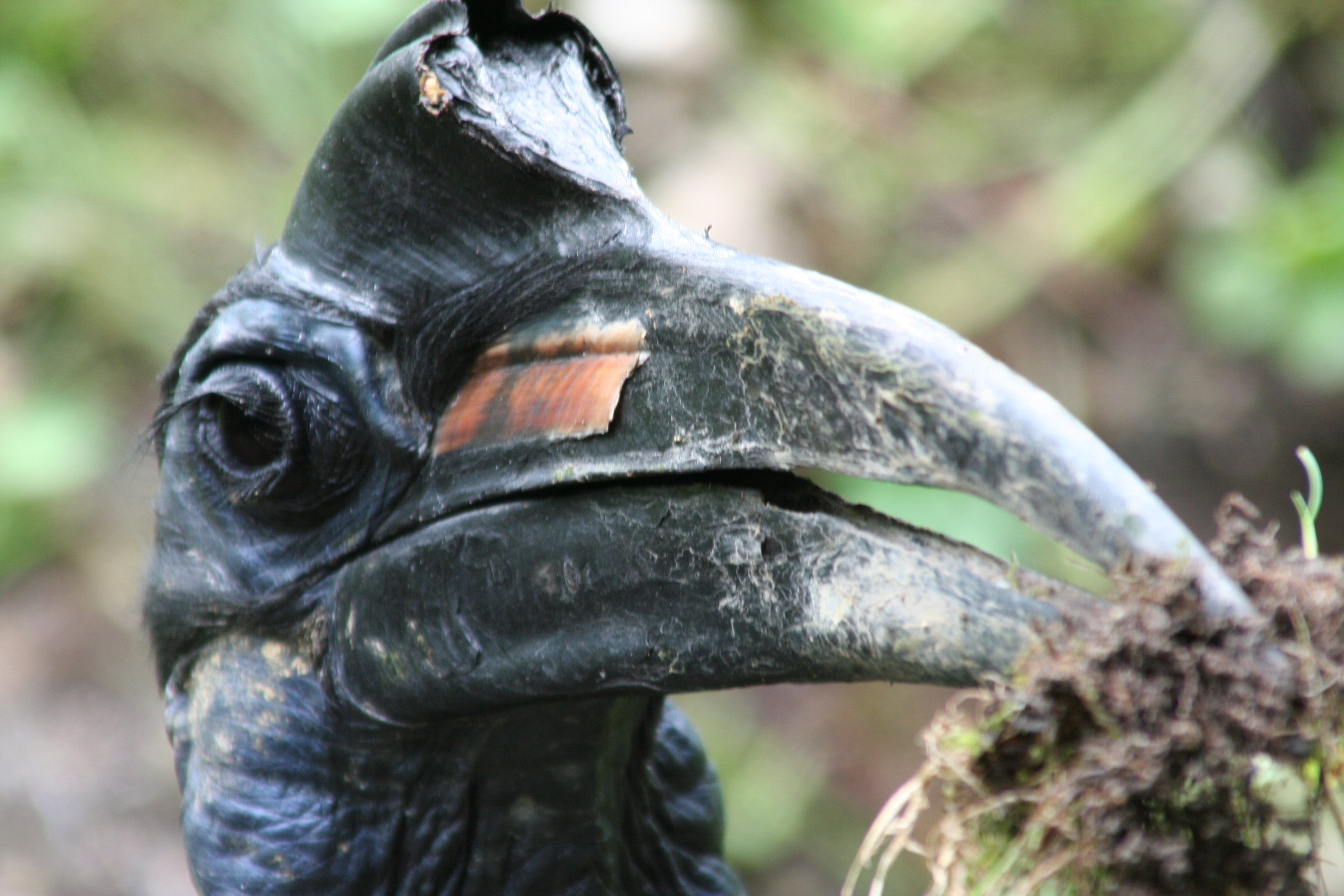
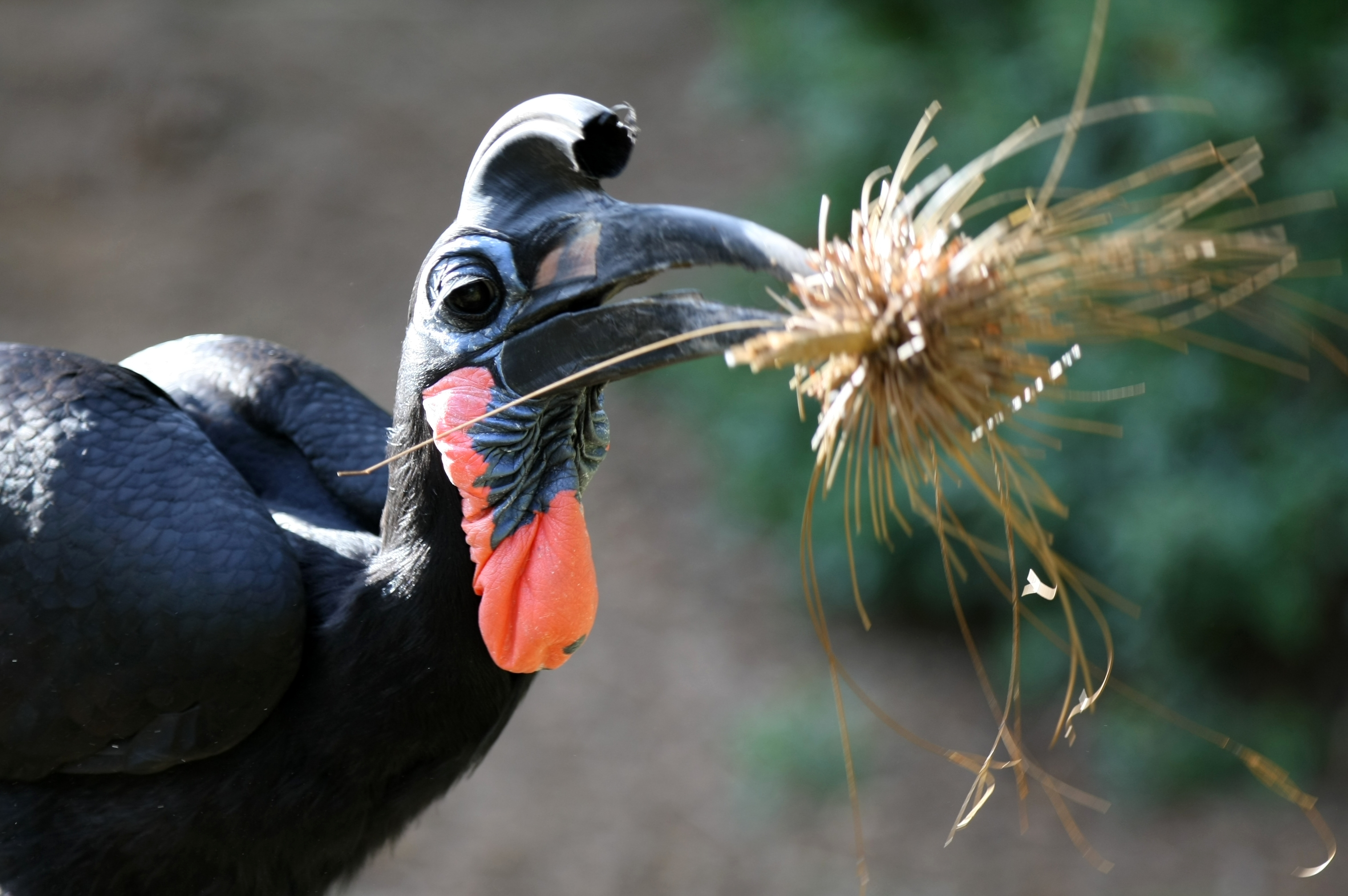
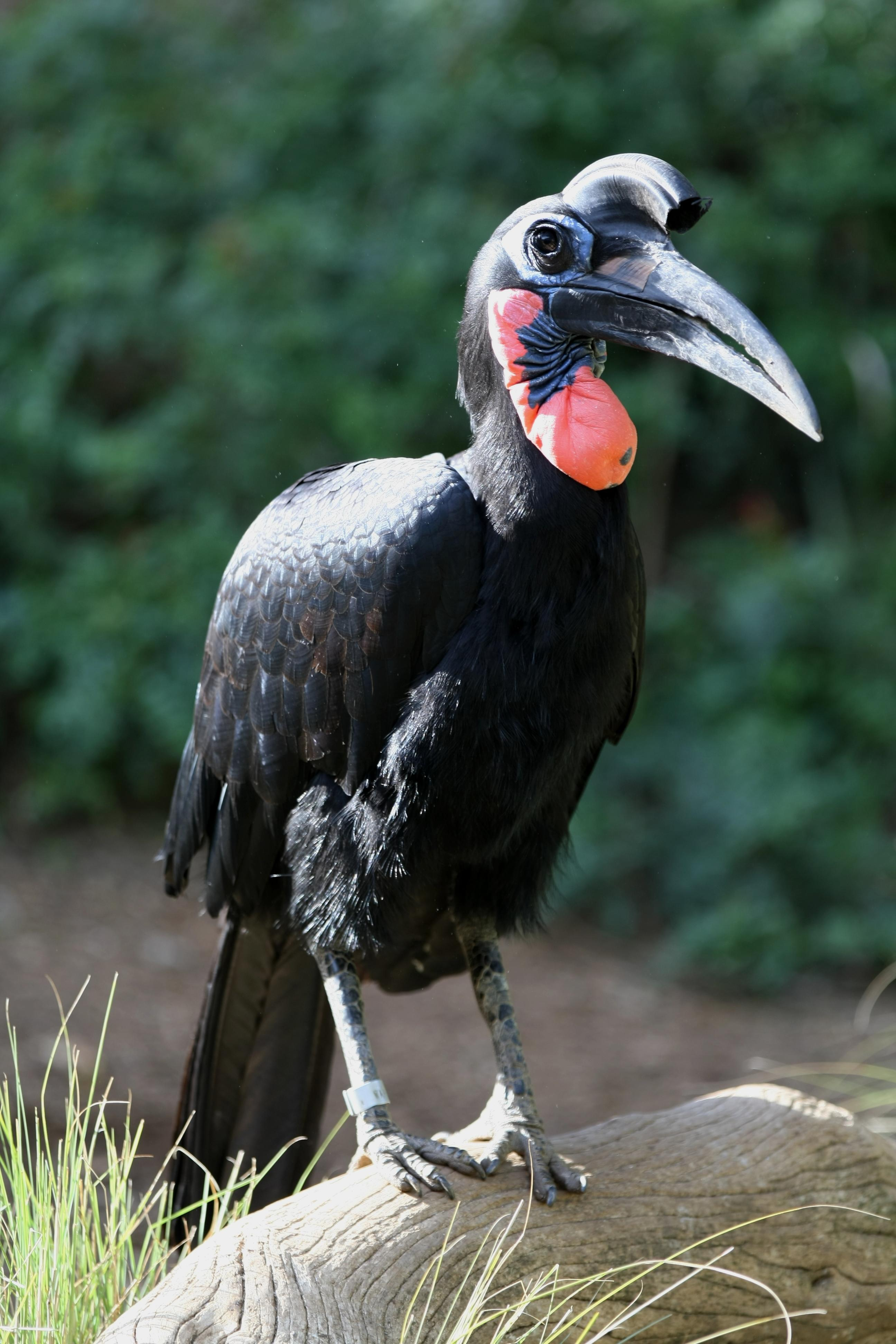
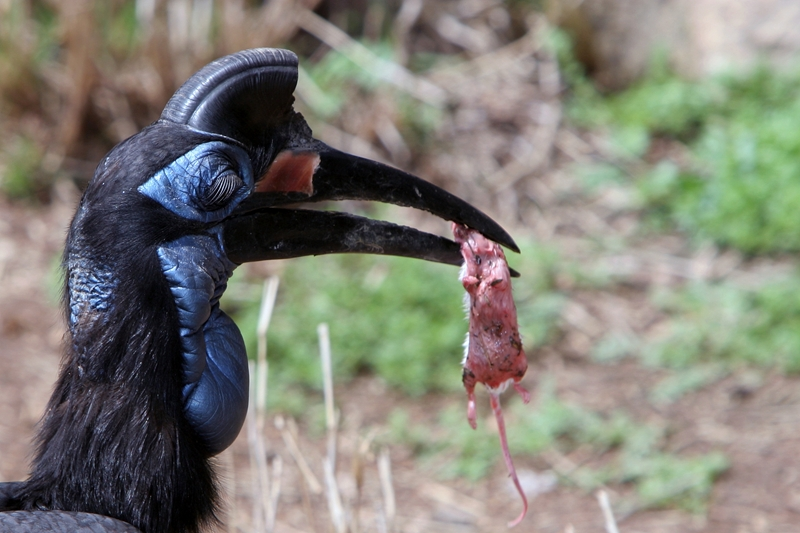
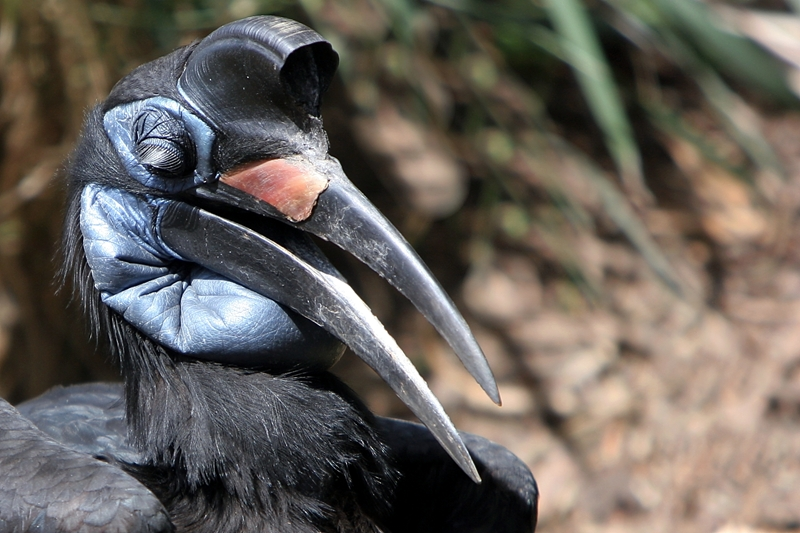
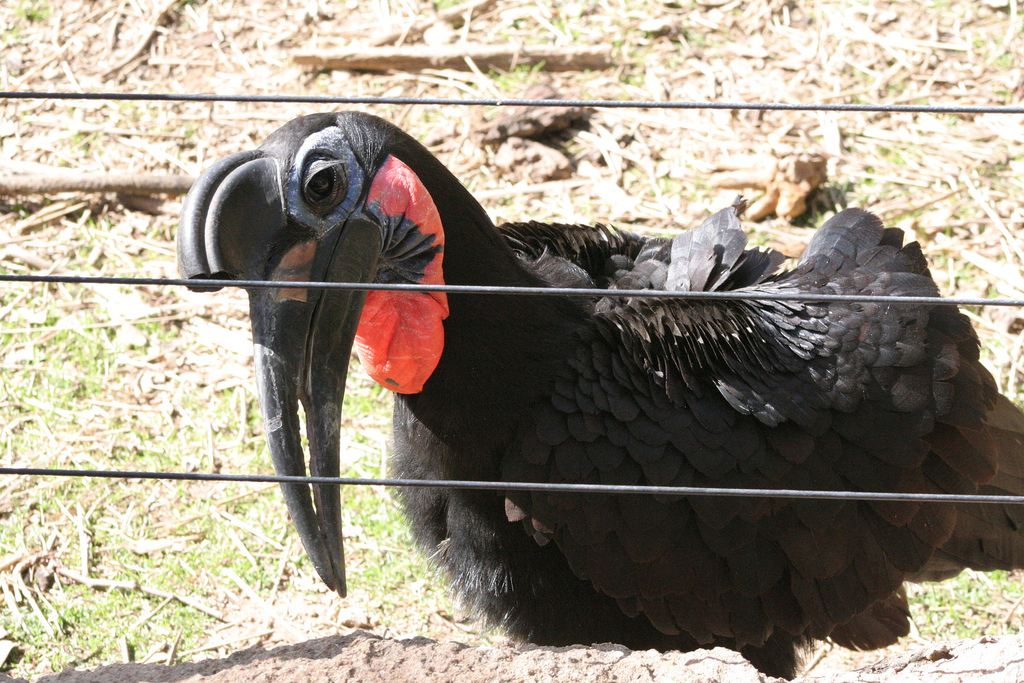

## Fordítás
- Ez a szócikk részben vagy egészben  az   Abyssinian Ground-hornbill című angol Wikipédia-szócikk fordításán alapul.  Az eredeti cikk szerkesztőit annak laptörténete sorolja fel. Ez a jelzés csupán a megfogalmazás eredetét és a szerzői jogokat jelzi, nem szolgál a cikkben szereplő információk forrásmegjelöléseként.